# 创世纪图书馆
創世紀圖書館（英語：Library Genesis，缩写为LibGen）是一個影子圖書館，用戶可在此一網站上分享下載学术期刊文章、学术書籍、一般書籍、雜誌、漫畫。此一網站為用戶提供擋在付費牆背後，亦或官方沒釋出電子版本的資料。創世紀圖書館形容自身為「資訊整合連結」網站，為「互聯網上所收集及用戶上載的」資源提供可供查找的資料庫。
此一網站上的一些作品受到版權保護。比如說，它提供了原本能透過愛思唯爾的ScienceDirect付費獲得的PDF内容。這使得像愛思唯爾般的出版商指責創世紀圖書館向人們提供盜版文章和書籍。不過其他人則認為學術出版商從政府資助的研究中獲益——該些研究很多都由受僱於公立大學的教授所進行。

## 歷史
創世紀圖書館紮根於苏联的非法秘密出版物文化。持不同政见的苏联知识分子會把出版物以人手形式複製及重打，以便秘密流通。在米哈伊尔·戈尔巴乔夫執政底下，上述行為終於1980年代解禁，並因台式電腦和掃描儀的價格下降而迅即普及。1990年代，該些志願者開始把活動地點轉移到俄羅斯電腦網絡（RuNet）。圖書館管理員於當中尤其活躍，他們會利用借來的密碼從西方互聯網中把科學和學術文章的副本下載，然後上載到RuNet。不過他們一般不會跟他人協作。在21世紀早期，此類行為開始變得具協作性質，並於2008年左右結成像創世紀圖書館般的龐大系統。同類網站library.nu於2012年被當局取締，創世紀圖書館則吸收了library.nu的內容，成為它的繼承者。2014年，創世紀圖書館的目录规模比library.nu大两倍多，總計有120万条记录。截至2019年7月28日，創世紀圖書館宣稱自己收錄了超过240万本非小说类书籍，8000万篇科学期刊文章，200万份漫画文件，220万本小说，40万期杂志。
2020年，由于运营管理方面与其他运营者的冲突，创世纪图书馆的创始人使用libgen.fun域名创立了一个新网站，数据库独立运行。因此，创世纪图书馆的不同镜像站，内容有所不同。

## 法律問題
愛思唯爾在2015年控告創世紀圖書館侵犯版權，把文章和書籍免費分享出去。圖書館的管理員則反過來指責愛思唯爾從政府資助的研究中獲益——該些研究由納稅人出錢，所以理應容許公眾獲得該些研究資料。創世紀圖書館在俄罗斯和阿姆斯特丹都有注册，因此難以確定誰擁有法律管轄權。英國部分ISP封鎖了創世紀圖書館，不過它們只在DNS上對創世紀圖書館實施域名過濾，致使實際成效存疑。法国、德国、希腊、比利时（其會把用戶重新導向至警方的封鎖頁面）、俄羅斯的ISP都對創世紀圖書館實施封鎖。美国纽约南区联邦地区法院在2015年10月命令創世紀圖書館須立即終止運作，並停止使用域名libgen.org，不過該網站仍以其他域名繼續營運。

## 使用
截至2014年年底，創世紀圖書館一直為Sci-Hub的學術資源提供儲存空間。用户在Sci-Hub上要求的论文會先從創世紀圖書館那邊尋找。若圖書館儲存了其目標資源，則从那里提供。若沒有，Sci-Hub會以其他方式獲取论文，然后储存到LibGen。
2019年，互聯網档案员和信息自由活动家发起了一个計劃，以為創世紀圖書館創造更好的種子及数据库转储計劃為目的。该計劃的发言人兼协调者「shrine」表示，他們將致力於為世界提供「永久的圖書館卡」，並稱人們對計劃的反應「十分熱烈」。
创世纪图书馆目前正在使用IPFS存储一部分书籍数据，用户如果运行并配置好自己的私有IPFS网关，即可从IPFS下载书籍。同时志愿者也可以使用自己的IPFS节点存储并分发这些数据。

## 外部連結
- 官方网站
- List of mirrors and gateways （页面存档备份，存于）, including their status.